# Sportski klub Jedinstvo
Lo Sportski klub Jedinstvo (in serbo Спортски клуб Јединство?; lett. "club sportivo Unione"), noto come Jedinstvo Belgrado, fu una società calcistica jugoslava con sede nella città di Belgrado

## Storia
Lo SK Jedinstvo nasce l'11 maggio 1924 dalla fusione di due squadre di Belgrado, il Vardar ed il Konkordija, entrambe militanti nella Beogradski loptački podsavez, la sottofederazione calcistica della capitale. Ricevono in uso il campo del Srpski mač dal comune di Belgrado. All'inizio i loro colori sono il bianco con strisce porpora, ma presto lo cambiano col fucsia, per poi passare al verde, così vengono conosciuti come Zeleni (verdi). Lo Jedinstvo diviene uno dei più importanti club di Belgrado nel periodo pre-bellico, subito dietro a BSK, Jugoslavija e BASK.
Nel 1936-37 ottengono il loro primo, ed unico, successo: la vittoria della BLP. Questo li porta agli spareggi-promozione (14 squadre per 1 posto) dove superano Obilić Kruševac (8–0 e 3–1), Gragjanski Skopje (3–5 e 4–0), Vojvodina (3–1 e 4–2) ed, in finale, lo SAŠK (5–1 e 1–1), conquistando così la promozione nel campionato nazionale.
Nella massima divisione lo Jedinstvo trascorre due stagioni: 1937-38 e 1938-39, con due salvezze senza patemi. Nel 1939 avviene una ristrutturazione del campionato con le squadre croate e quelle serbe divise in due gironi diversi, con le migliori a disputare poi la fase finale. Lo Jedinstvo viene inserito nella Srpska liga, ove milita per 5 stagioni.
Nel 1944 il campionato viene interrotto per la seconda volta a causa della guerra (la prima volta nel 1944). Con il cambio di regime, il club viene sciolto nel 1945.

## Palmarès

### Competizioni nazionali
- Campionato della sottofederazione calcistica di Belgrado: 1

1937

## Calciatori
- Aleksandar Aranđelović
- Prvoslav Dragičević
- Mija Jovanović
- Mihalj Kečkeš
- Petar Lončarević
- Milutin Pajević
- Branislav Sekulić
- Ljubiša Stefanović
- Ivan Stevović
- Slavko Šurdonja
- Aleksandar Tomašević
- Roman Pani
- Anton Kuzmanov
- Luigi Di Franco